# Bākalānī
Bākalānī (persiska: باکلانی, Bānkalānī) är en ort i Iran.   Den ligger i provinsen Kermanshah, i den västra delen av landet, 500 km väster om huvudstaden Teheran. Bākalānī ligger 1 319 meter över havet och antalet invånare är 130.
Terrängen runt Bākalānī är platt söderut, men norrut är den kuperad.Runt Bākalānī är det ganska tätbefolkat, med 185 invånare per kvadratkilometer. Närmaste större samhälle är Ravānsar, 18,2 km norr om Bākalānī. Trakten runt Bākalānī består till största delen av jordbruksmark.